# Язиги

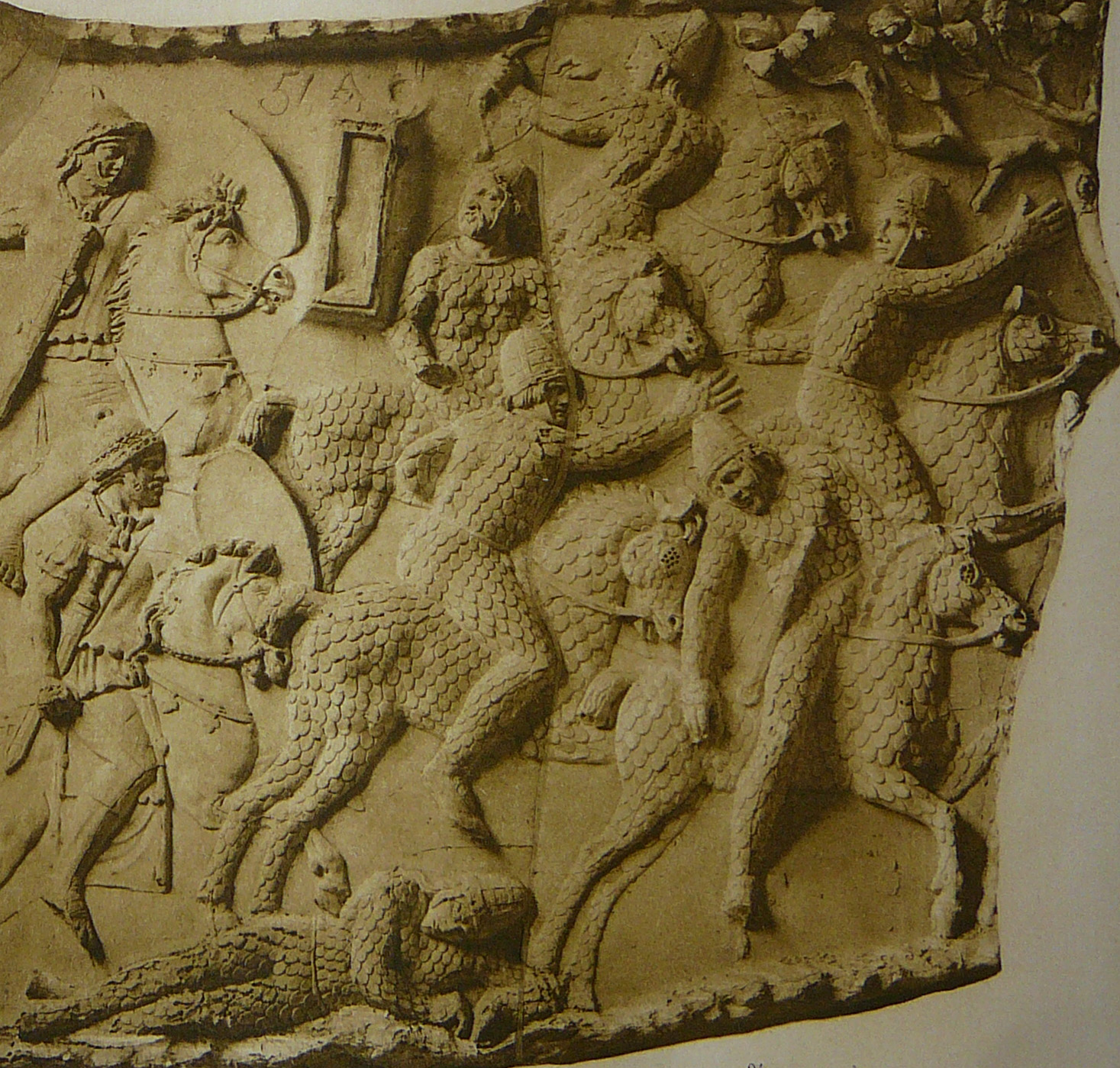
Відступ важкої сарматської кінноти під натиском римських вершників

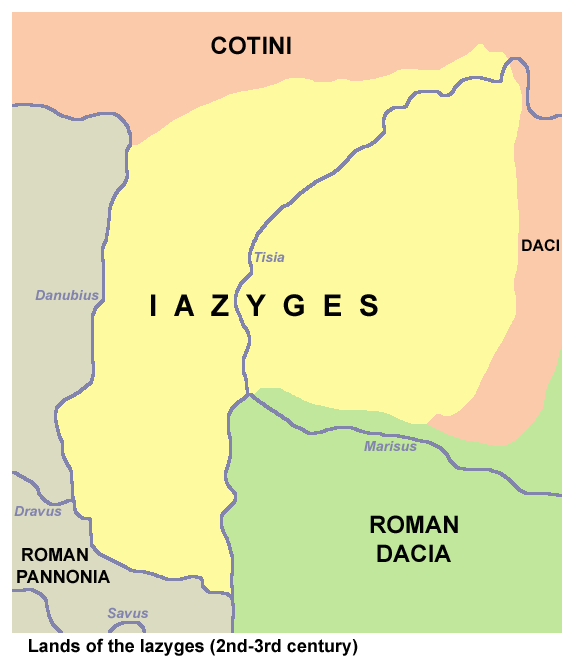

Яси, Язиги (лат. Iazyges; грец. Ιάζυγες)— назва групи кочових племен, іранського (сарматського) походження. Показовою є нижченаведена думка: 
| «язиги — дуже помітна група сарматських племен… Їхнє східне походження неясне, хоча й безсумнівне. Можливо, вони вийшли із середовища яксоматів-язаматів Східного Приазов'я … подібне ототожнення залишається суперечливим. Археологічна характеристика язигів, особливо в настільки ранній час, наразі неможлива.»[1] |

## Язиги у Північному Причорномор'ї
Щодо часу появи язигів у Північному Причорномор'ї певних відомостей немає. Можливо, що язиги входили до сарматського об'єднання, яке під приводом сайїв поклало край скіфському домінуванню у регіоні у 280—260 рр. до н. е. Страбон локалізує язигів з царськими сарматами та ургами у Пн.-Зах. Причорномор'ї під час Мітрідатових війн (поч. І ст. до н. е.) (Географія, VII, 3, 17).Перелічені Страбоном три групи сарматів викликають асоціації зі скіфською ордою, де місце скіфів-царських (паралатів) посідають сармати-царські (сайї ?), авхатів — урги (грец. Οὖργοι < д.ір.*urga- — «потужний, сильний»), сармати-язиги — катіарів та траспіїв.
Аппіан також згадує язигів як спільників Мітрідата VI Євпатора (Mith., 69) у Європі (щодо подій 74 р. до н. е.) «… з савроматів так звані царські, язиги, коралли …». 
| «Можливо, з ними слід ототожнювати поховання 2 — 1 ст. до н. е., орієнтовані в південному секторі. Принаймні, саме так орієнтовані численні поховання язигів Угорщини 1 — 4 ст.н. е., що були нащадками переселенців з Північного Причорномор'я… Виходячи з топографії південноорієнтованих пам'яток, язиги жили на північ та схід від роксоланських кочівок. В 1 ст. до н. е. сармати були найближчими сусідами пізньоскіфських городищ Нижнього Дніпра. Тоді ж вони почали нападати на зарубинецькі городища Середньої Наддніпрянщини. Деякі знахідки в могилах півдня … не виключають того, що в них були поховані зарубинецькі жінки — бранки. Однак базовою територією кочівок залишалися причорноморські степи.»[7] |
Овідій, перебуваючи у Томах у засланні, між 9 та 17 роками згадує язигів на Нижньому Дунаї. Але вже до 50 р. н. е. переважна частина язигів мігрувала до Паннонії крізь Олтенію. Також язиги Північного Причорномор'я (на відміну від язигів-метанастів Паннонії) згадані у Географії Клавдія Птолемея (ІІІ, 5, 7; “… усім узбережжям Меотіди язиги та роксолани…»). Ймовірно, окремі групи язигів Північного Причорномор'я були остаточно асимільовані різними етосами в часи Великого переселення народів.
У давньоруській мові язигами (ясами) називали аланів та інші іранські етноси Північного Кавказу та Приазов'я, які згодом стали складовою сучасних осетин.

## Язиги Паннонії

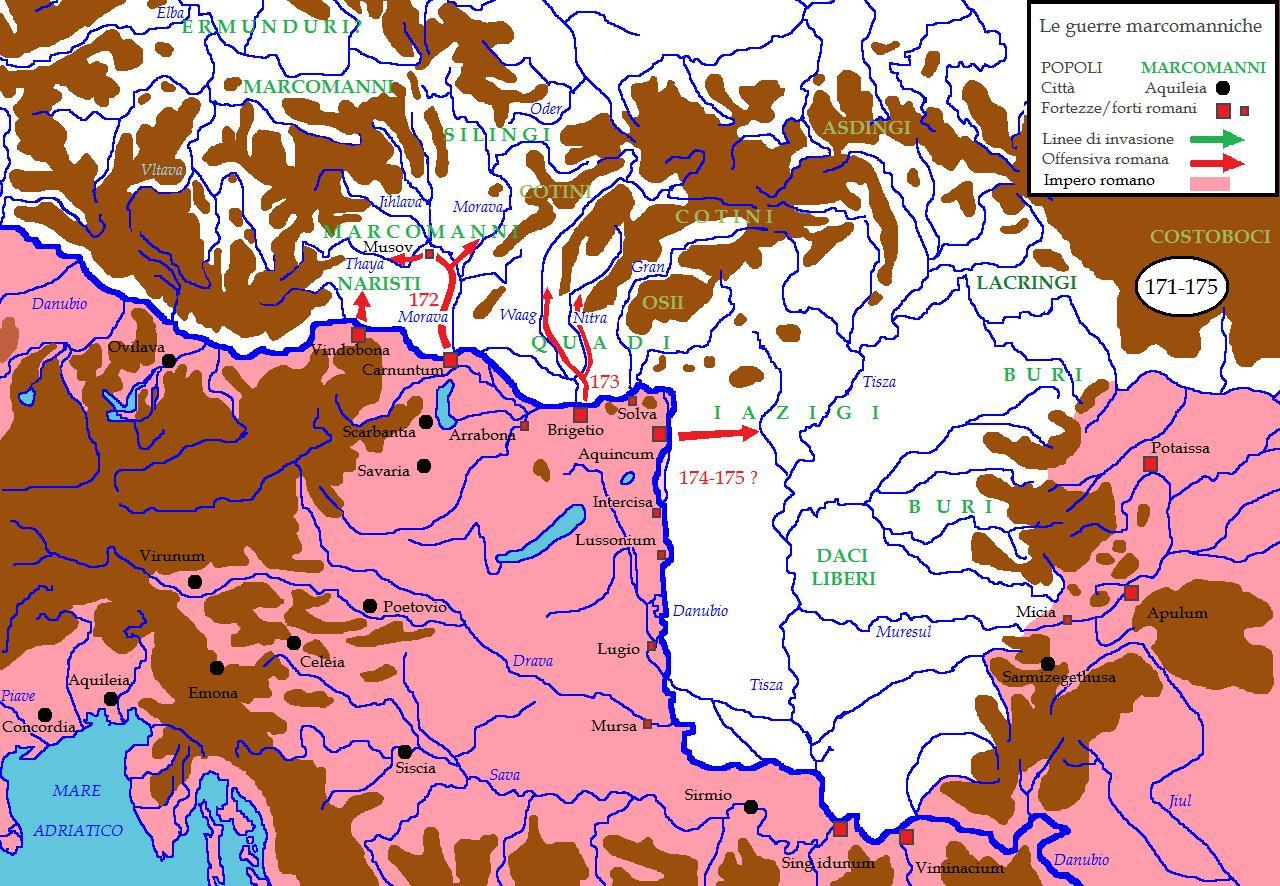
Язигія у 171—175 роках

Отже, вперше язиги Паноннії згадуються Корнелієм Тацитом у описі подій 50 року (Тац., Ан., XII, 29-30). Клавдій Птолемей язигів Паноннії на відміну від Причорноморських називає «язигами-метанастами» (Geo., ІІІ, 5, 1;грец. «Ἰαζυγες Μετανάσται» «Південною межею є язиги-метанасти…»), тобто язигами-переселенцями. Пліній Ст., описуючи Європу, щодо язигів повідомляє наступне:«…між Дунаєм і герцинським лісом, до самих Паннонських зимових таборів в Карнунті, сарматське [плем'я] язигів займає сусідні з германцями поля і рівнини, тоді як даки, яких язиги зігнали [з рівнин], живуть [тепер] в лісах і в горах до річки Патісс. За Маром або Дуріей — [рікою], яка відокремлює язигів від суебів і царства [нащадків] Ваннія, — навпроти язигів живуть бастерни та інші германці…» (Пл. Ст., IV, 80-81 (рос.) (лат.))
Безпосереднє сусідство з імперією зробило язигів досить згадуваними у римській історіографії, а саме:
- 50 — спільники (найманці) Ванія, короля швабів (свевів) (Тац., Ан., XII, 29-30);
- 69 — сармати (язиги?) грабують Мезію та вбивають легата Фонтея Агріппу (Йосип Флавій, VII, 4,3);
- 85-89 — язиги — спільники Доупарнея та Децебала у війні з Римом;
- 92 р. — язигами в Панонії знищено XXI легіон Рапакс.
- 101—106 — спільники імперії в дакійських війнах Траяна (Dio Cass. 68.10.3);
- 106—107 — виступ проти Риму (SHA: Hadr.II.9);
- 118 — навала на дунайські провінції, обугодження відносин з Адріаном (Spart. Hadr. 6, 6—8[10]);
- 132 — посли язигів у Сенаті (Dio Cass. 69. 15.2);

- 161—174 — епізодичні напади на Мезію, участь у маркоманських війнах тощо (Capit. Marc. 22, 1—2[11], Cass. Dio 72, 19, 2[12]) за результатами війни у 175 язиги видали Риму 100000 полонених та відправили у римську армію 8000 вершників, з яких 5500 було дислоковано у Британії, цар язигів Зантік (Dio Cass. 72. 16. 1-2)
- 279 — навала на імперію, поразка від Проба (SHA: Probi. XVI.2);
- 282 — навала на імперію, тотальна поразка від Каріна (SHA: Car. Carin. Numer. IX. 4);
- 334 — язиги-ліміганти повстають проти язигів-ардагантів, які вимушені були мігрувати до сусідніх германських племен;
- 357—358 — язиги на імперію, язигам-ардагантам повернуті минулі права, поновлено клієнтські відносини з Римом, призначено царем Зізаїса (замість Узафера?)(Amm.Marc. XVII. 12)
- 359 — язиги-ліміганти на імперію, тотальна поразка (Amm.Marc. XIX. 11)
- 371—372 — язиги-ліміганти разом з квадами на Паноннію (Amm.Marc. XXX. 6)
- 471 — остгото-язигзька війна, вбито царя язигів Бабая (Йордан, Гет., 277—282)

Судячи з повідомлень Амміана Марцеліна (Amm.Marc. XVII. 12), язиги Паноннії поділялися на два соціальні прошарки: язиги-ардаганти (пор. осет.Ældar — укр. "благородний"), та язиги-ліміганти, які, на думку деяких вчених, являли собою загал з різних неіранських тубільних племен Паноннії, які були підкорені власне язигами.
Язиги-метанасти мешкали у Паноннії до часів пізнього середньовічча, коли остаточно були інкорпоровані у етнос мадяр. Відлунням етноніму язигів є назви декількох областей Угорщини та назви міст від Молдови до Паноннії.
Язиги розмовляли мовою, яку наразі вважають ясикським діалектом осетинської мови.

### Царі язигів Паннонії
- Банадасп (? — до/близько 175)
- Зантік (до/близько 175 — ?)
- Узафер (бл. 358)
- Зізаїс (358 — ?)
- Бевка (близько 469)
- Бабай (до 469 — 471)